# Алексеев, Станислав Валерьевич
Станисла́в Вале́рьевич Алексе́ев (род. 10 февраля 1982) — российский легкоатлет, специалист по метанию диска. Выступал на профессиональном уровне в 2001—2012 годах, чемпион России, победитель и призёр первенств всероссийского значения, участник ряда крупных международных соревнований, в том числе чемпионата Европы в Гётеборге. Представлял Москву и Ставропольский край. Мастер спорта России международного класса.

## Биография
Станислав Алексеев родился 10 февраля 1982 года. Занимался лёгкой атлетикой под руководством тренеров А. В. Труфанова, Ю. Э. Думчева, П. А. Софьина.
Дебютировал на взрослом всероссийском уровне в сезоне 2001 года, когда на чемпионате России в Туле закрыл в метании диска десятку сильнейших.
В 2002 году одержал победу на молодёжном зимнем всероссийском первенстве Адлере, стал девятым на чемпионате России в Чебоксарах.
В 2003 году получил серебро на молодёжном зимнем всероссийском первенстве Адлере, показал восьмой результат на чемпионате России в Туле.
В 2005 году вновь стал восьмым на чемпионате России в Туле, одержал победу на Кубке России в Сочи.
В 2006 году выиграл бронзовую медаль на зимнем чемпионате России по длинным метаниям в Адлере, занял шестое место на Кубке Европы по зимним метаниям в Тель-Авиве, превзошёл всех соперников на летнем чемпионате России в Туле. Попав в основной состав российской национальной сборной, выступил на чемпионате Европы в Гётеборге — на предварительном квалификационном этапе метания диска показал результат 56,91 метра, чего оказалось недостаточно для выхода в финал.
В 2007 году взял бронзу на зимнем чемпионате России по длинным метаниям в Адлере и на летнем чемпионате России в Туле. На чемпионате России среди военнослужащих в Самаре установил свой личный рекорд в метании диска — 65,39 метра.
В 2008 году снова стал бронзовым призёром на зимнем чемпионате России по длинным метаниям в Адлере.
В 2009 году был лучшим на чемпионате Москвы и на Кубке России в Туле.
В 2010 году получил серебро на зимнем чемпионате России по длинным метаниям в Адлере и на летнем чемпионате России в Саранске, занял 15-е место на Кубке Европы по зимним метаниям в Арле.
На чемпионате России 2011 года в Чебоксарах показал в своей дисциплине девятый результат.
В 2012 году выиграл бронзовую медаль на чемпионате России в Чебоксарах и на этом завершил спортивную карьеру.
За выдающиеся спортивные достижения удостоен почётного звания «Мастер спорта России международного класса».